# يحيى الكسبي
يحيى موسى بيجاينج كسبي (15 مارس 1949) سياسي ومهندس مدني أردني شغل منصب وزير الأشغال العامة والإسكان في حكومة بشر الخصاونة من 12 تشرين الأول 2020 إلى 27 تشرين الأول 2022. شغل نفس المنصب سابقا من 14 حزيران 2018 إلى 11 تشرين الأول 2018 في حكومة عمر الرزاز ومن 9 شباط 2011 إلى 30 آذار 2013 في حكومات معروف البخيت الثانية وعون الخصاونة وفايز الطراونة الثانية وعبد الله النسور الاولى. كما شغل منصب وزير النقل في حكومة هاني الملقي الأولى من 1 حزيران 2016 إلى 25 أيلول 2016.

## المؤهلات العلمية
- درجة البكالوریوس في الھندسة المدنیة من جامعة أنقرة- تركیا سنة 1974.[3]

## مناصبه
- 2012-2013: وزير الاشغال العامة والإسكان [3]
- 2011-2012: وزير الاشغال العامة والإسكان.
- 2001-2011: مدير عام دائرة العطاءات الحكومية.
- 1997-2001: مساعد الأمين العام لشؤون الأبنية الحكومية في وزارة الاشغال العامة والإسكان.
- 1994-1997: مدير عام المشاريع والأبنية المدرسية في وزارة التربية والتعليـم.
- 1993-1994: مستشار نائب رئيس الوزراء/ وزيـر التربيــــة والتعليـم (برتبة مدير عام) للمشاريع والابنية المدرسية الممولــــــه من البنك الدولي والموازنة.
- 1987-1993: مدير الدائرة الهندسية في وزارة التربية والتعليم.
- 1981-1987: مساعد مدير ورئيس القسم الهندسي لمشاريع البنك الدولي في وزارة التربية والتعليم.
- 1978-1989: رئيس القسم الهندسي لمشاريع البنك الدولي في وزارة التربيــــة والتعليم.
- 1976-1987: مهندس مشاريع البنك الدولي في وزارة التربيــــــة والتعليم.
- 1974-1976: مهندس مدني في وزارة الاشغال العامة والإسكان.
- كما عمل كمستشار فني ومهندس رأي لعديد من المؤسسات الحكومية وغير الحكومية وكذلك محكم فني هندسي لوزارة العدل (قصر العدل).